# Rehlingen
Rehlingen là một đô thị của huyện Lüneburg, bang Niedersachsen, Đức. Đô thị này có diện tích 65,96 km².